# Tavers
Tavers település Franciaországban, Loiret megyében. Lakosainak száma 1338 fő (2022. január 1.). Tavers Avaray, Josnes, Lestiou, Saint-Laurent-Nouan, Beaugency és Villorceau községekkel határos.

## Népesség
A település népessége az elmúlt években az alábbi módon változott:
| Lakosok száma | 827  | 981  | 1105 | 1284 | 1357 | 1343 | 1346 | 1357 | 1351 | 1338 |
|               | 1968 | 1982 | 1990 | 2006 | 2013 | 2015 | 2017 | 2019 | 2020 | 2022 |